# Frankrikes provinser
Frankrike var fram till franska revolutionen 1789 administrativt indelat i provinser. Några områden som blev en del av Frankrike först efter 1789 betecknas också som provinser. 
Sedan 1790 har Frankrike varit indelat i departement.

## Lista
I listan anges för varje provins det svenska namnet, det franska namnet om det skiljer sig från det svenska, årtal då provinsen blev en del av Frankrike och provinsens huvudort.
| 1. Île-de-France (987; Paris) 2. Berry (1101; Bourges) 3. Orléanais (1198; Orléans) 4. Normandie (1204; Rouen) 5. Languedoc (1270; Toulouse) 6. Lyonnais (1313; Lyon) 7. Dauphiné (1343; Grenoble) 8. Champagne (1361; Troyes) 9. Aunis (1371; La Rochelle) 10. Saintonge (1371; Saintes) 11. Poitou (1416; Poitiers) 12. Akvitanien (Aquitaine, 1453; Bordeaux) 13. Bourgogne (1477; Dijon) 14. Picardie (1482; Amiens) 15. Anjou (1482; Angers) 16. Provence (1482; Aix-en-Provence) 17. Angoumois (1515; Angoulême) 18. Bourbonnais (1527; Moulins) 19. La Marche (Marche, 1527; Guéret) | 1. Bretagne (1532; Rennes) 2. Maine (1584; Le Mans) 3. Touraine (1584; Tours) 4. Limousin (1589; Limoges) 5. Foix (Comté de Foix, 1607; Foix) 6. Auvergne (1610; Clermont-Ferrand) 7. Béarn (1620; Pau) 8. Alsace (1648; Strasbourg) 9. Artois (1659; Arras) 10. Roussillon (1659; Perpignan) 11. Franska Flandern (Flandre française, 1668; Lille) 12. Franche-Comté (1678; Besançon) 13. Lorraine (1766; Nancy) 14. Korsika (Corse, 1768; Ajaccio) 15. Nivernais (1789; Nevers) 16. Comtat Venaissin (1791; Avignon) 17. Mulhouse (1798; Mulhouse) 18. Savoyen (Savoie, 1860; Chambéry) 19. Nice (Comté de Nice, 1860; Nice) 20. Montbéliard (1816, Montbéliard) | Frankrikes provinser |